# Dégen Jakab
Dégen Jakab (?, 1760 körül – Pest, 1823 után) mérnök.

## Családja
Legelső ismert tagja a később híressé vált Dégen családnak. Fia, Degen János bölcsészdoktor, egyetemi tanár volt.

## Életpályája
A pesti Mérnöki Intézet első növendékeinek egyike. Mérnöki diplomáját 1786. június 16-án szerezte, hydrotechnikából szigorlatozott és nyert képesítést. Előbb Temes vármegye mérnöke, majd 1801-től, mint első „honi” mérnök, Pest első városi mérnöke lett. Később a városi mérnöki hivatal vezetőjévé lépett elő, s ő hívta meg Petzval Józsefet Pest város mérnöki hivatalába. Az 1808. október 11-étől Pesten működő Szépítő Bizottmány tagja volt, ekkor már a város főmérnökeként.
1834-ben, Tomcsányi Ádám halálakor a pesti egyetemi körök őt javasolták a pesti tudományegyetem  fizika-mechanika tanszékének vezetőjéül. De az uralkodó a pályázaton első helyezést elérő Jedlik Ányosnak adta a katedrát.